# Дезана
Деза̀на (на италиански: Desana; на пиемонтски: D'zan-a, Дъдзан-а) е село и община в Северна Италия, провинция Верчели, регион Пиемонт. Разположено е на 131 m надморска височина. Населението на общината е 1083 души (към 2010 г.).